# Luis Varela
Luis López Varela (né le 11 janvier 1943 à Madrid) est un acteur espagnol.

## Filmographie sélective

### Cinéma
- 1957 : Les Jeudis miraculeux (Los jueves, milagro) de Luis García Berlanga
- 2004 : Le Crime farpait - Don Antonio Fraguas, le rival

### Télévision
- 2005-2009 : Caméra Café (en) - Gregorio Antúnez